# 島本真

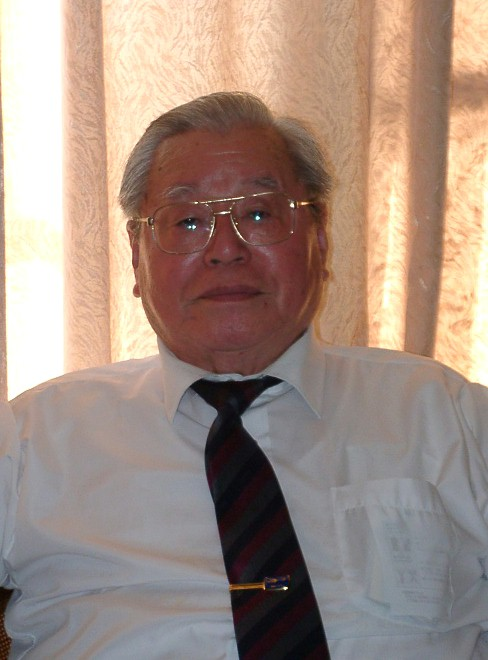
2008年、島本真84歳（福岡・河辺新一邸にて）

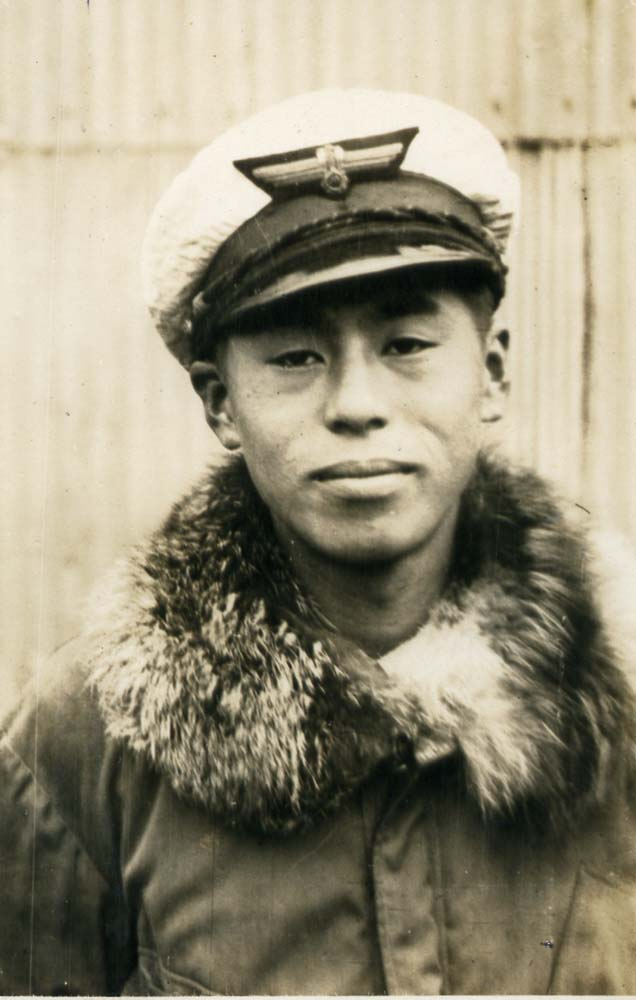
昭和19年、島本真毎日新聞社有機明星搭乗当時

島本 真（しまもと まこと、1924年7月20日 - 2010年2月16日）は、毎日新聞社航空部OB、二級滑空士。

## 人物
1924年（大正13年）7月20日、島本敬一、富貴の次男として生を受けた。
父・敬一の指導もあり、14歳から美津濃グライダー製作所で働き始めた。美津濃退職後、乾滑空機工業からの派遣実習生として当時の最先端技術者集団前田航研工業で実習。さらには大阪毎日新聞、航空部に所属して生涯を滑空機、航空機に携わった。別途父と共に『泉州航空神社 奉賛会会員』として航空交通、スカイスポーツなど空に関連するあらゆる活動の安全祈願や、被災者の慰霊のため、京都府八幡市の飛行神社への参拝を毎年欠かさず行っていた。

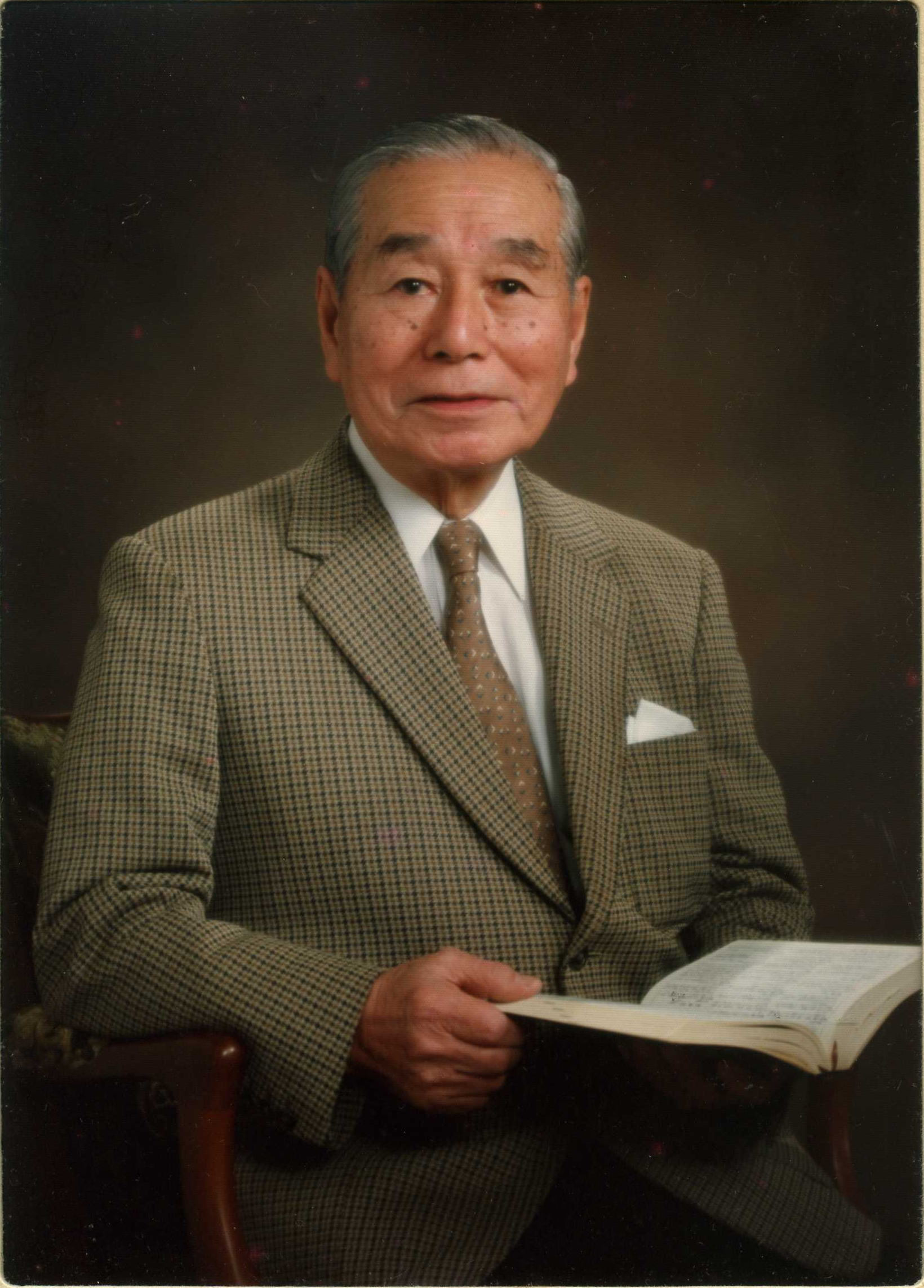
真の父・島本敬一

### 功績
島本は、日本の滑空界において、父島本敬一の哲学でもある「航空機の発達、発展が人類にもたらす輝く未来を予見し、人類の大空を自由に飛びたい心を幼少の折から育み、航空機界の発達・発展に寄与する」主旨により、父の指導のもと若くして滑空機の基礎（仕組み、製造、設計）を美津濃グライダー製作所、前田航研工業で学び、同時に滑空機の操縦訓練を積んだ。島本の滑空機に対するスタンスには一貫したものがあり、「滑空機の置かれる立場はスポーツであってしかりと考え、その競技、記録達成に際してはどうしても競技者と裏でがんばる協力者がある。競技者はその支援者の力でその光を見ることができる」という信念のもと、島本は自ら滑空機の日本記録に挑戦したい希望を持ちながら、与えられた機会を生かし滑空機界での指導者、支援者、協力者として力を尽くしたいと考えた。
島本の滑空機による日本新記録挑戦は叶わなかったが、彼は数回の滑空機日本記録挑戦に支援者として参加した。滑空機の操縦指導員としては、日本国内のみならず、中華民国で行われた滑空機操縦士指導者講習会にも指導者として参加した。島本真は、若い力を自らの信念のもと全能力を発揮して、日本滑空界の隆盛期を支えた。
島本の滑空士としての技量は高く、またその卓越した指導能力を買われ、時の花形滑空士であった志鶴忠夫の助手として活動した。後に中華民国国民政府汪兆銘国家主席（昭和18年当時）の要請により、中国初の『滑空士指導者講習会』が、1ヶ月半に及ぶ期間、中国南京場内（小栄練兵場）ほか数箇所で開催される事となり、日本を代表して志鶴忠夫と共に指導することとなった。
弱冠20歳の島本は、若い中国の滑空機の指導者の操縦訓練に力を尽くした。当時毎日新聞社は、高級滑空機ゲッピンゲン1型機を1機、プライマリー練習機3機を中華民国国民政府に寄贈した。
この時の滑空士指導者講習会が、後の中華民国航空会に与えた影響は大きく難易度の高い操縦技術、航空機曳行による空中列車での南京～上海間の飛行など、進んだ日本の滑空技術を伝えた。
1944年（昭和19年）、北支派遣軍として軍務に就き、第二次世界大戦後は、毎日新聞航空部に席を置き、生涯に渡り滑空機・航空機と大空への夢を紡いだ。

## 父・島本敬一
島本の父・敬一は、航空界、航空機に造詣が深く、輝く未来を航空機に見ていた。敬一はグリコ製菓宣伝部に在籍時、次のような企画書を作成した。
この企画書により前田航研で作られたグリコ号にまつわる話を、息子真は次のように説明した。

### グリコ号

島本真を滑空機、航空界へと導いた父敬一が渾身の力を込めた江崎グリコ「グリコ号」
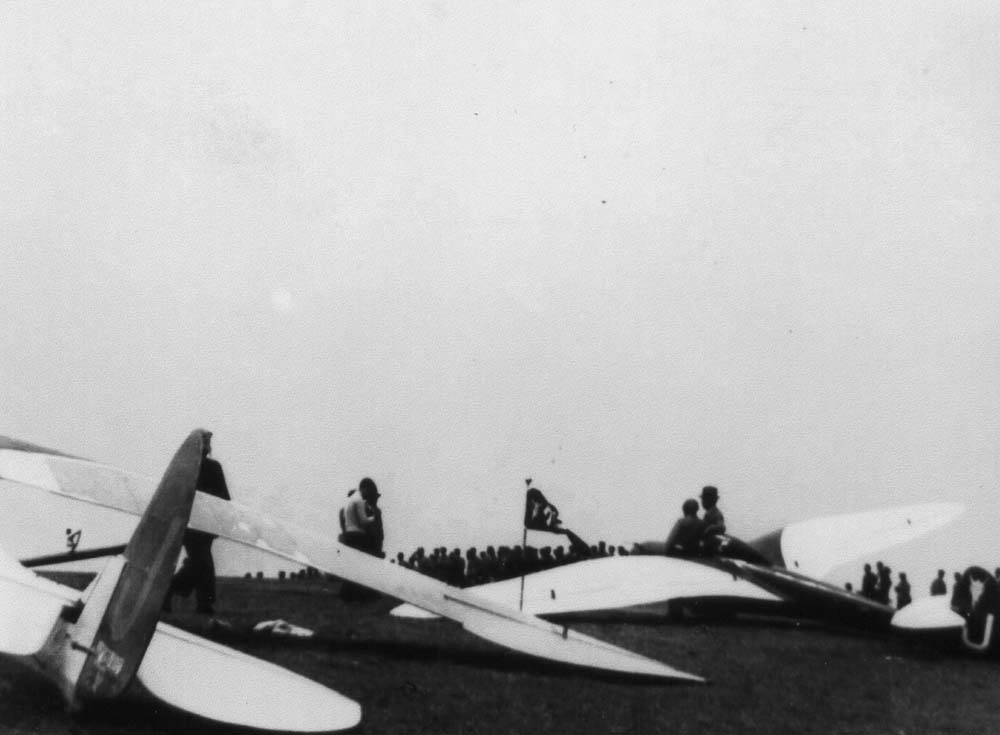
生駒山山頂に集まった滑空機
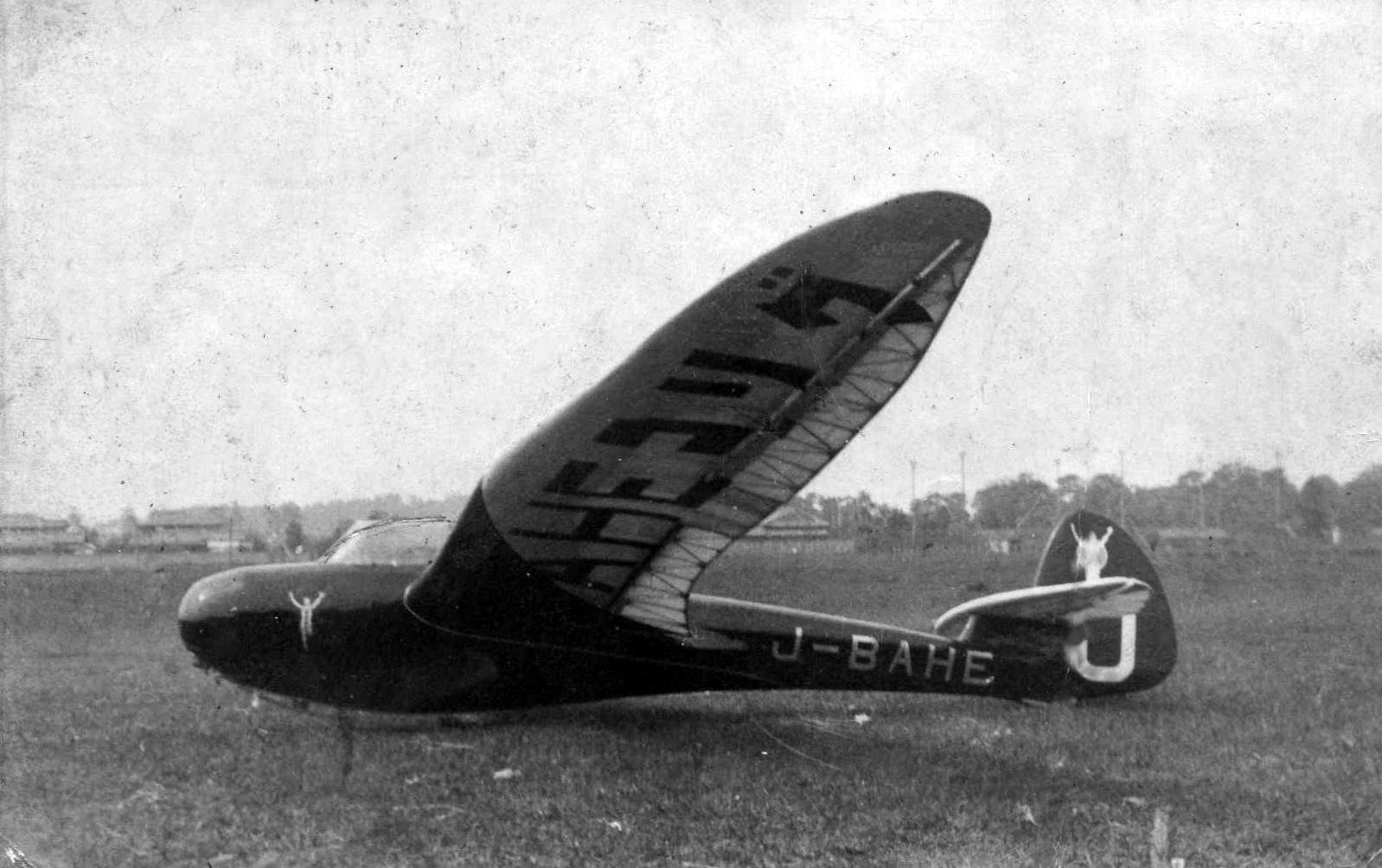
駐機された高性能ソアラー前田式7型グリコ号
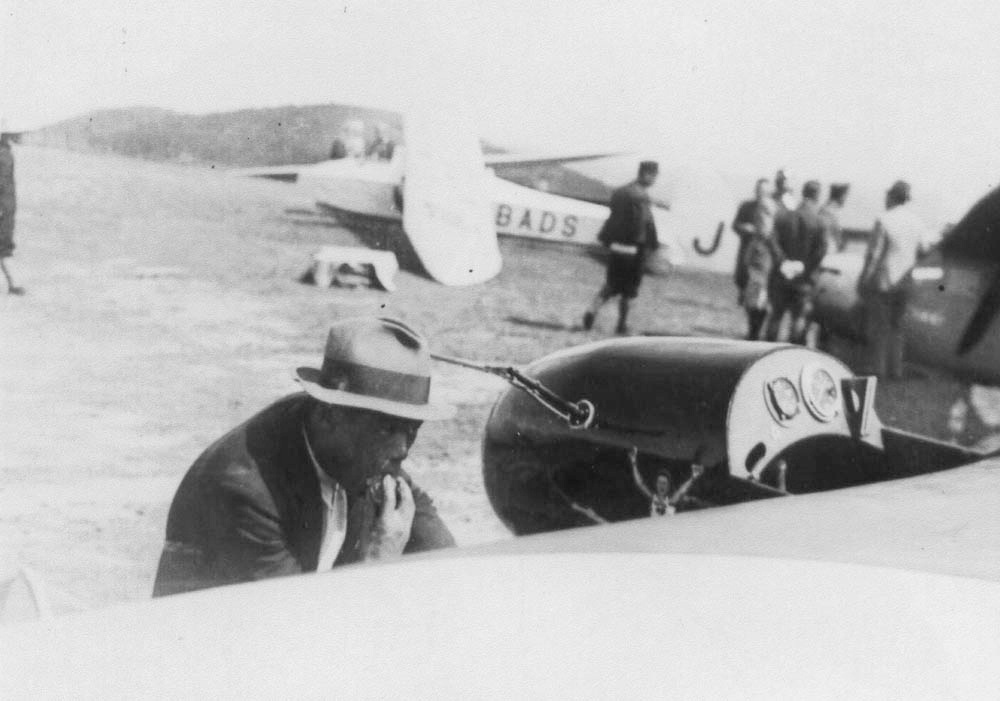
心配そうにグリコ号を見ている島本敬一
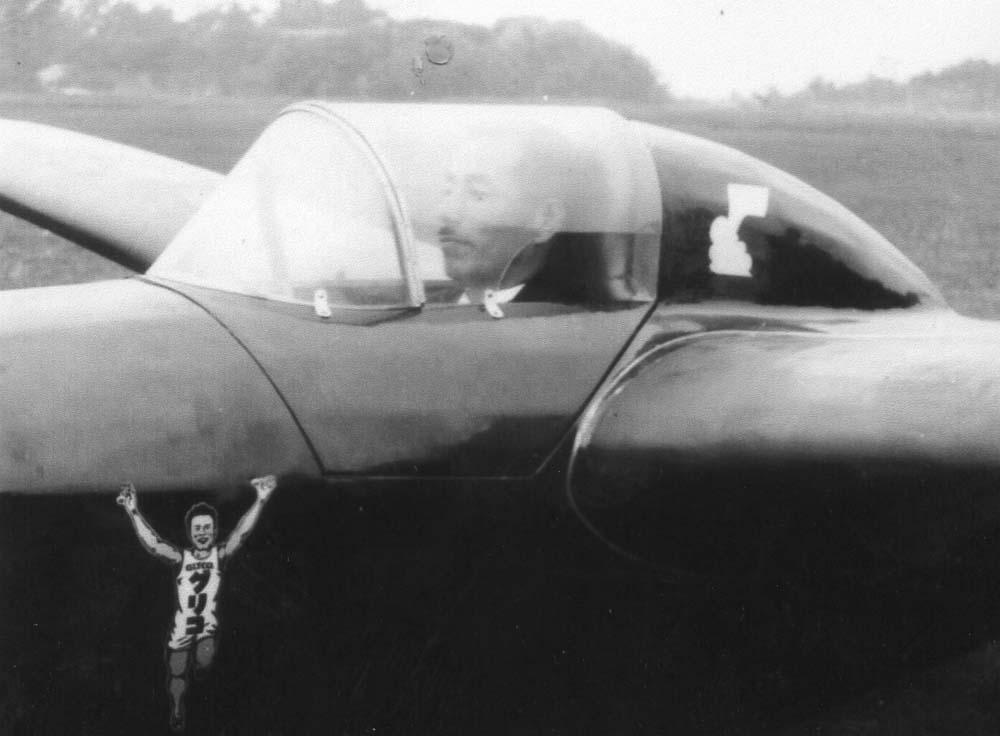
グリコ号の操縦席に乗り込む島本敬一
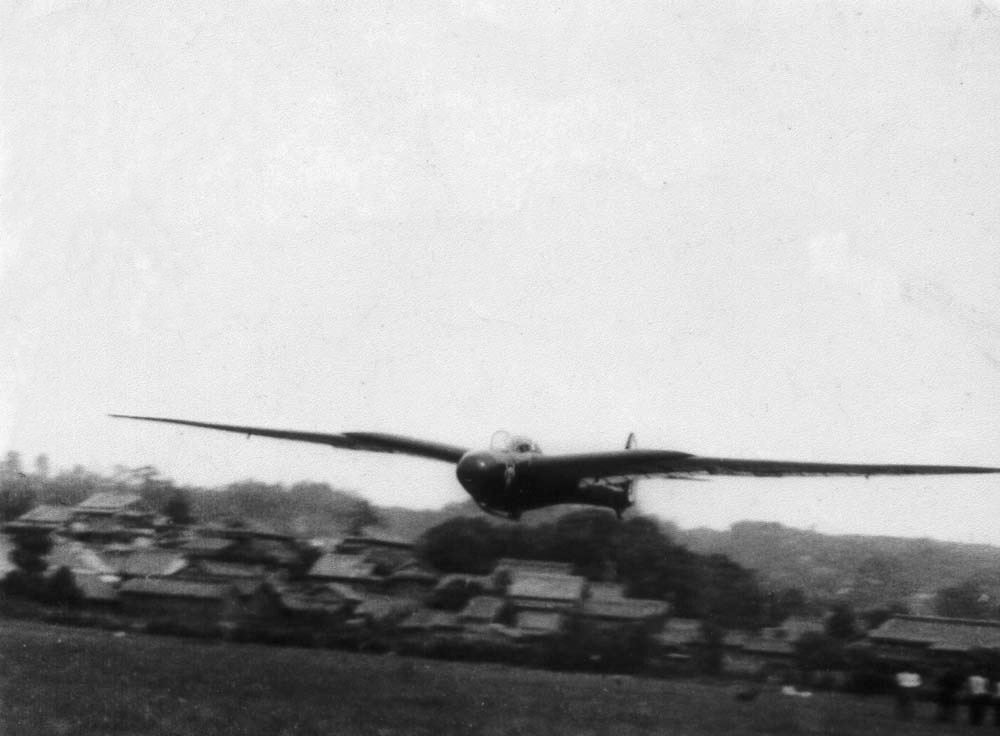
飛翔中のグリコ号正面からの写真
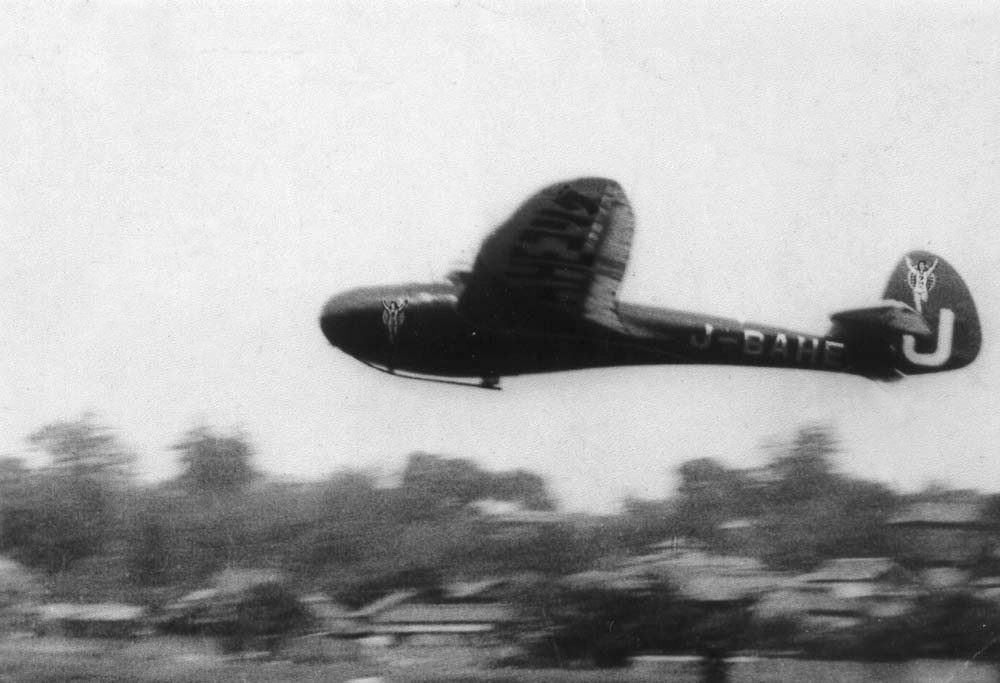
飛翔中のグリコ号横からの写真

グリコ号については、資料も少ないところ滑空史保存協会鳥取支部松本陽一による解説で以下のことがわかる。

## 来歴

### 父親からの影響
敬一は、「空中を飛ぶ飛行機は、地球の引力の法則で墜落もあり得る事は否定できない、これに対して航空乗員の参加を勧める仕事に携わるためには、自分の子供3人の内ひとりは航空事業に参加せしむる事が必要」という信念で、次男真を14歳（1938年（昭和13年））から美津濃グライダー製作所に入社させ、滑空機の製造や滑空機操縦訓練につかせた。その後敬一も設立に参画し、母体となる乾卯薬品工業株式会社が滑空機の製造に参入を計り、乾滑空機工業を立ち上げるように準備を始めていた。真も入社予定となり関連会社前田航研（乾滑空機工業は開業後、前田航研傘下になる予定）に技術見習いとして乾滑空機工業から派遣された3名の内の1人として、福岡の前田技研に行くことになったが、数ヶ月後作業中の手の負傷で実習途中で1人帰阪した。乾滑空機工業は、三重県伊賀上野に工場用地を購入、製作機械も1部購入し人材の手配など準備は進んでいたが、終戦によりくしくも解散となった。
1941年（昭和16年）10月、父・敬一は、真が派遣されていた前田航研より作業中の手の負傷で帰阪後、毎日新聞社の航空部に就職させて、この仕事に従事させる事となった。
　

### 美津濃グライダー製作所において
1941年（昭和16年）1月26日、日本の滑空史を彩る滑空機日本記録が、生駒山山頂から相次いで打ち立てられた。その現場に支援者として参加した美津濃グライダー製作所所属の島本真は、ある意味で記録達成の立役者だった。島本はその所属で常国隆二級滑空士のサポート隊の一員として、滑空機記録達成のため働いていたがその時、時を同じくして美津濃グライダー製作所所属の作業員ながら大阪飛行少年団教官金光漢二級滑空士が操縦し、東洋金属木工のアカシア式巻雲一型機で、新記録に挑戦しようとしていたグループがあった。
朝鮮半島出身の金光漢は、日本人からの差別の目を感じながら、不屈の闘争心で記録達成に挑戦しようとしていた。彼のまわりには同じ美津濃所属の同僚、大阪飛行少年団有志、堺水上飛行学校の友人達が、朝鮮半島出身の友人と共に、彼が搭乗する滑空機の調達、修理、飛行訓練、記録挑戦のための生駒山での支援サポート隊と、金光漢への日本人の多数の協力者があったことも事実だった。
午後7時25分、常国隆二滑空士操縦の美津濃301型ソアラーは発航した。この時、金光漢のサポート隊は大変な問題に遭遇、その解決は絶望的だった。生駒山という地の利を得て最適の風を捕らえるため季節を選び周到に用意されたはずの準備に、致命的見落としがあった。
生駒山上まで機体を運び、同じホテルに滞在し同じ美津濃の従業員が2つのグループに別れ、それぞれの機体を点検整備して準備を終えたあとに金光漢グループの大阪飛行少年団学生、林が発航に必要なゴム索を忘れてきたと報告した。この機会を逃せばいつ発航に適した気象配置と風が得られるかわからず、同じく日本記録を狙う美津濃、常国グループからゴム索を借りることは到底出来ない相談であることは金光漢には解りすぎるほど解っていた。責任を感じた大阪飛行少年団林学生は、この事を美津濃グライダー製作所所属の島本に相談し、ゴム索貸与を申し入れた。島本は滑空機の記録挑戦においてもスポーツマンシップにのっとりフェアーに戦いたいとの考えで、ゴム索貸与に同意、金光漢の巻雲1型機は、美津濃グループのゴム索により、常国滑空士搭乗の美津濃301型ソアラーの発航後約50分遅れで、無事発航した。常国隆二級滑空士は午後5時55分盾津に着陸10時間33分30秒の滑空機滞空日本新記録を達成。その僅か2時間ほど後、午後7時50分金光漢による11時間40分の日本新記録で記録を塗り替えられる。しかし、常国隆二級滑空士も、獲得高度3,600mの未公認ながら立派な日本新記録を残した。
金光漢の達成した記録は、島本のゴム索貸与抜きには実現できず、満16歳の島本にその権限があったとも考えられない。独断とも言えるこのゴム索貸与は、明らかに美津濃グライダー製作所の考えと食い違っていた。この事に付いて島本は何も語らなかったが、平成になり滑空史保存協会河辺新一の取材に、後に美津濃を辞めた原因の一つであったと重い口を開いた。同年、美津濃グライダー製作所を退社し、数ヶ月の前田航研派遣の後に大阪毎日新聞航空部に入社した。

美津濃在籍時の操縦指導・記録挑戦・思わぬ出来事
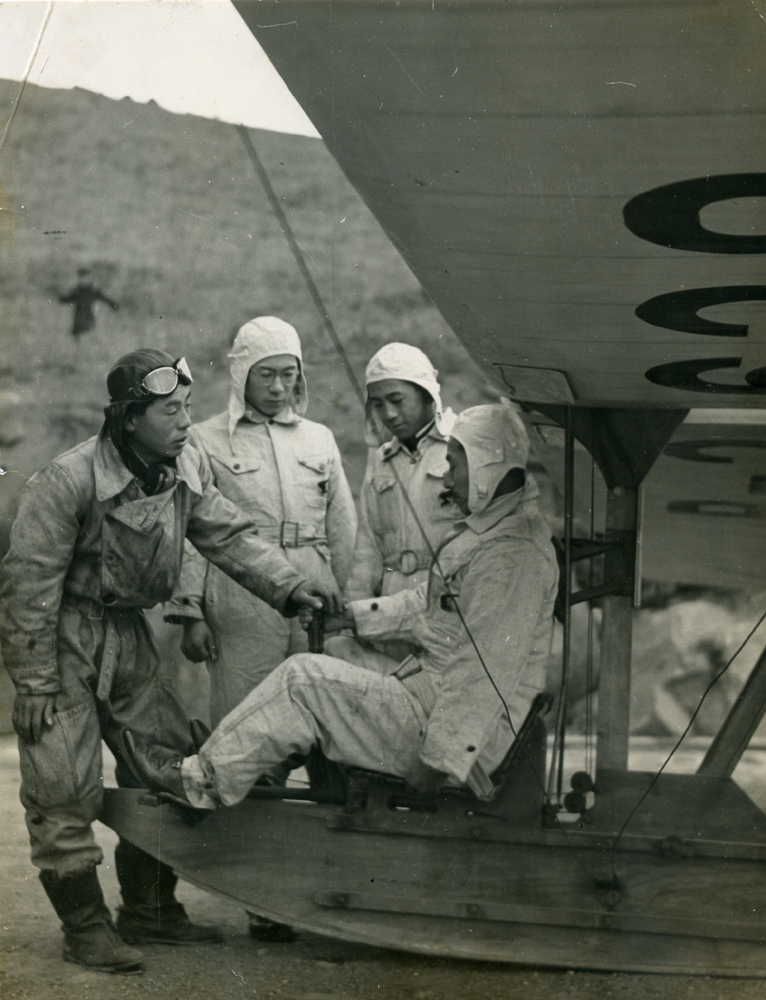
生駒山で行われた滑空士操縦訓練で、真は父と兄弟に指導、毎日新聞のニュースに取り上げられた
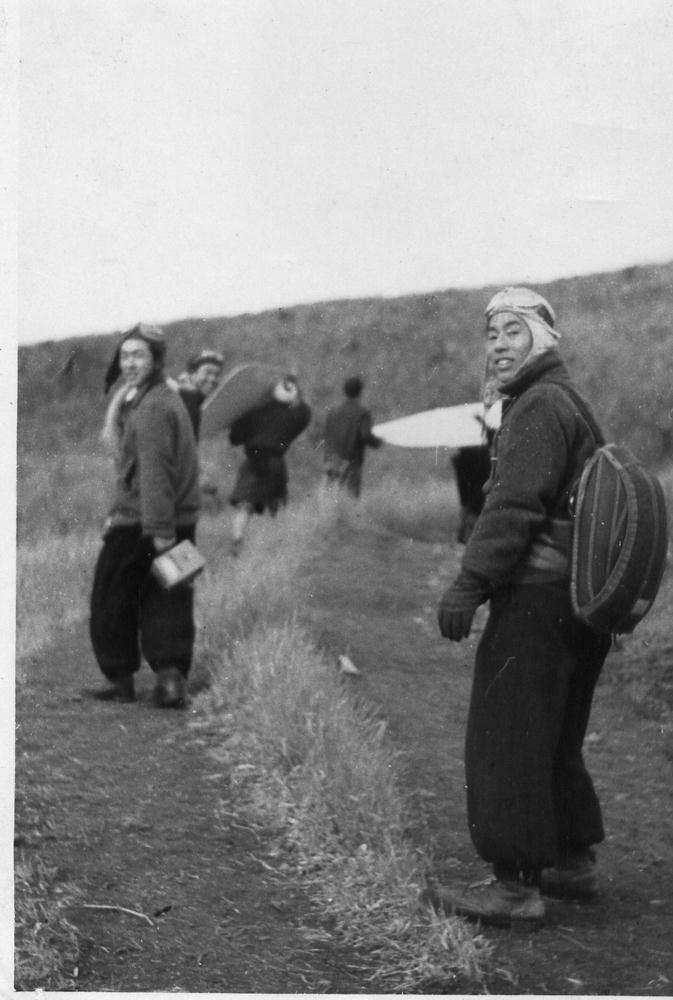
島本と吉川滑空士、滑空訓練に機体と共に登山。パラシュートを背負う島本
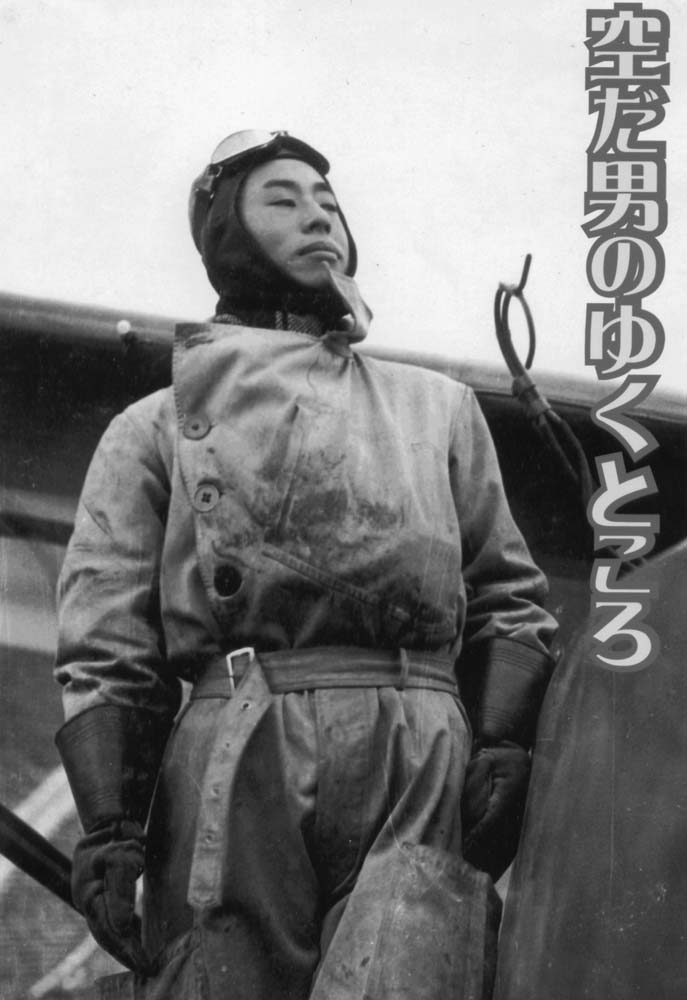
生駒山の滑空訓練時の写真が梅田阪急百貨店1階のショーウインドーにポスターとして張られた

### 木津川での浪華商生訓練
美津濃在職中の1941年夏、京都木津川の河川敷で滑空機操縦訓練夏期合宿が、浪華商業校生徒を対象に行われることになり、島本真は滑空機操縦の指導員として参加した。その時、同校には島本真の実弟が在籍していた。同年12月にハワイ・真珠湾作戦で日米開戦となるが、当時は、まだのどかな環境で木津川には大きな木の橋が架かっていて、毎日のようにチャンバラ映画の撮影があり丁髷姿の役者が珍しそうに滑空訓練を見ていた。滑空訓練の休息時間には、生徒が撮影を見学したり、役者達も滑空機の操縦席に座らせて貰うなどと、厳しい滑空機操縦訓練の中、穏やかな時間が流れた。

浪華商業校で行われた滑空機操縦訓練夏期合宿、大戦前のひととき
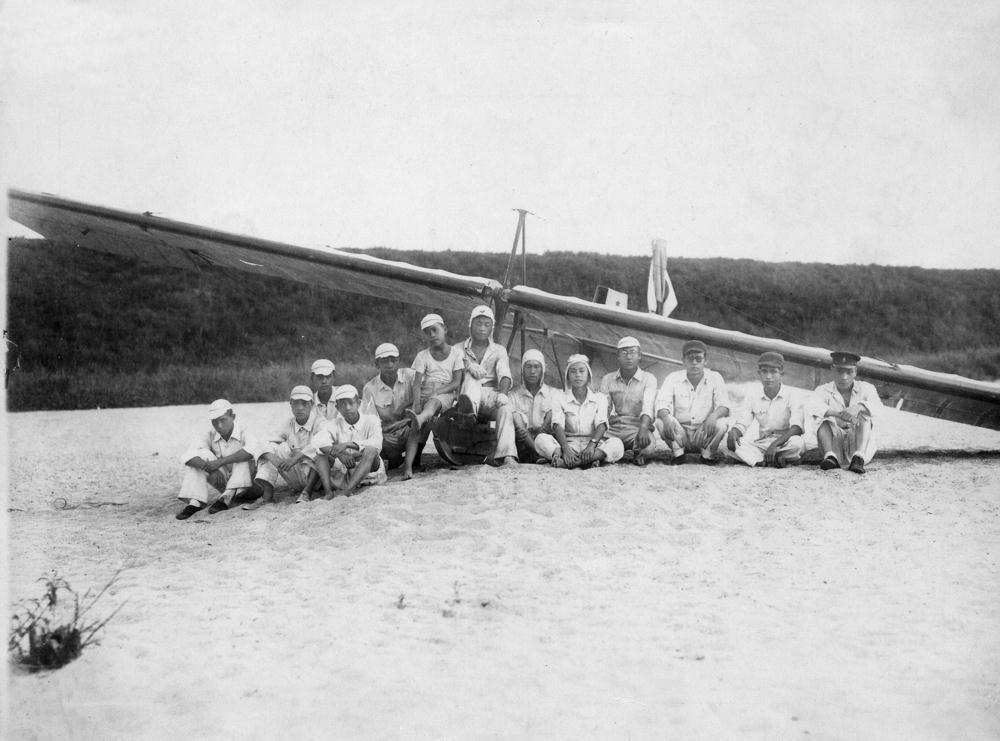
プライマリー型滑空機と、若き滑空訓練生達
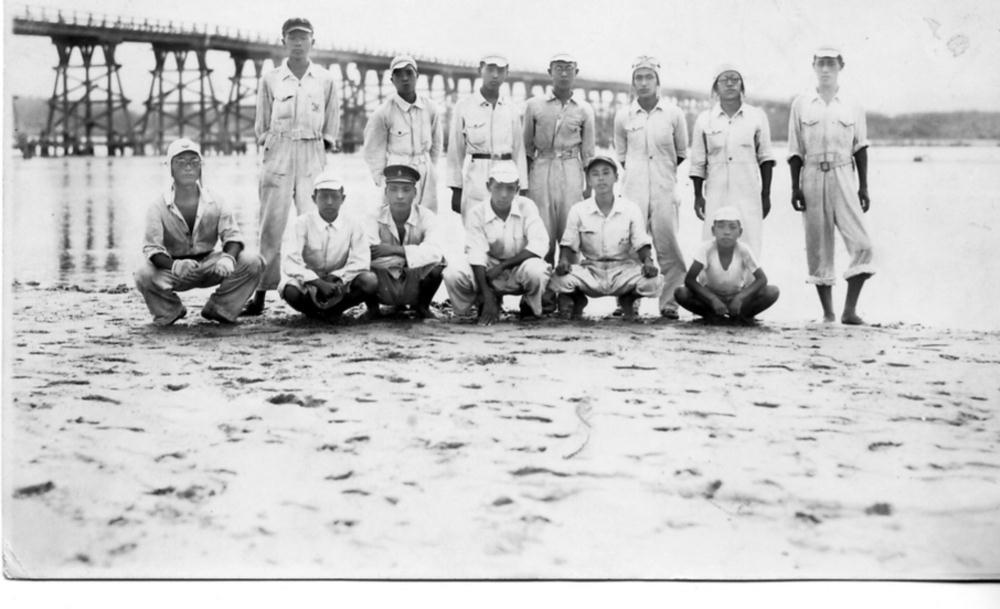
木製の橋では、時代劇の撮影が行われていた

### 美津濃製オリンピア・マイゼA-1522
常国隆二級滑空士の滑空機滞空日本新記録達成の後、美津濃は新たに1941年2月22日吉川精一滑空士を、美津濃グライダー製作所が製作したオリンピア・マイゼ号（登録機体番号A - 1522）に搭乗させ、滑空記録挑戦をする事となった。
オリンピア・マイゼ号は、1940年開催予定であった東京オリンピックで、制式種目となっていたグライダー競技用に製作されていた。島本真は、サポート隊の中で唯一の美津濃の社員として参加していた。重たい機体を六甲山山上へ人力で運搬する写真が残っている。まだ寒い時期で雪のちらつく中、車が通れない山道を分解された機体を数人掛かりで運び上げた。この時の記録挑戦は、六甲山から生駒を超え、三重県の明野飛行学校まで140kmの飛行に挑戦することであった。発航後、美津濃マイゼ機は2,000mの高度を取ったところで急に風向きが変わり、直下の西宮に降りてしまった。この時の吉川滑空士の帯空時間は、10数分の平凡な記録に終わった。

六甲山山上より滑空記録に挑戦した美津濃製オリンピア・マイゼ号A-1522
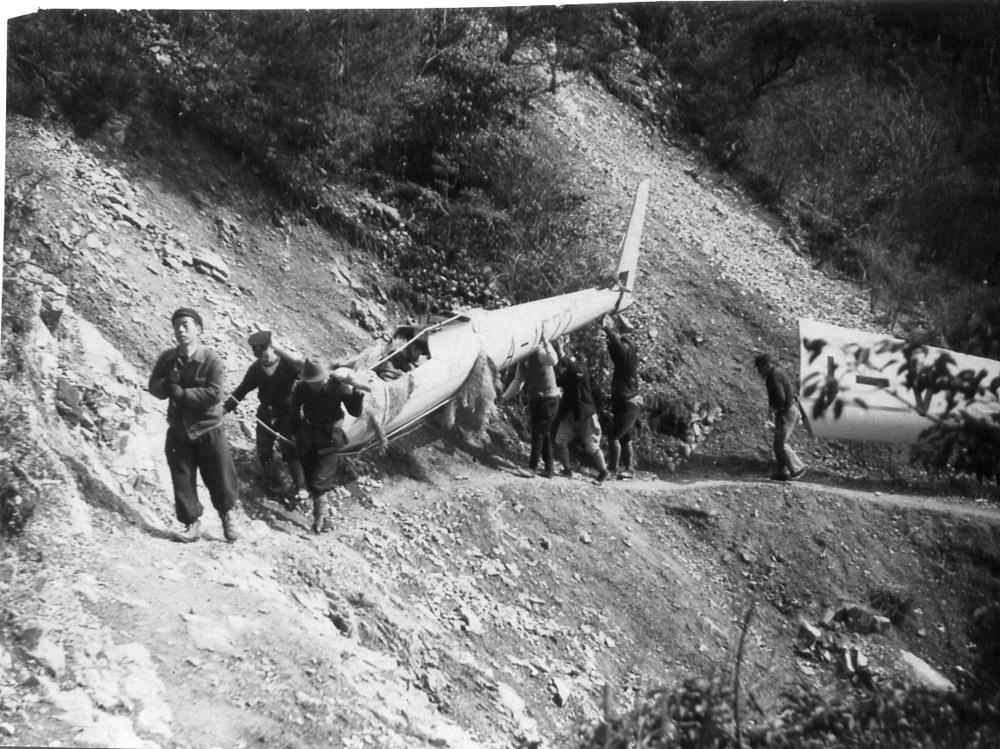
記録挑戦のための機体搬送で、先頭を行く島本真
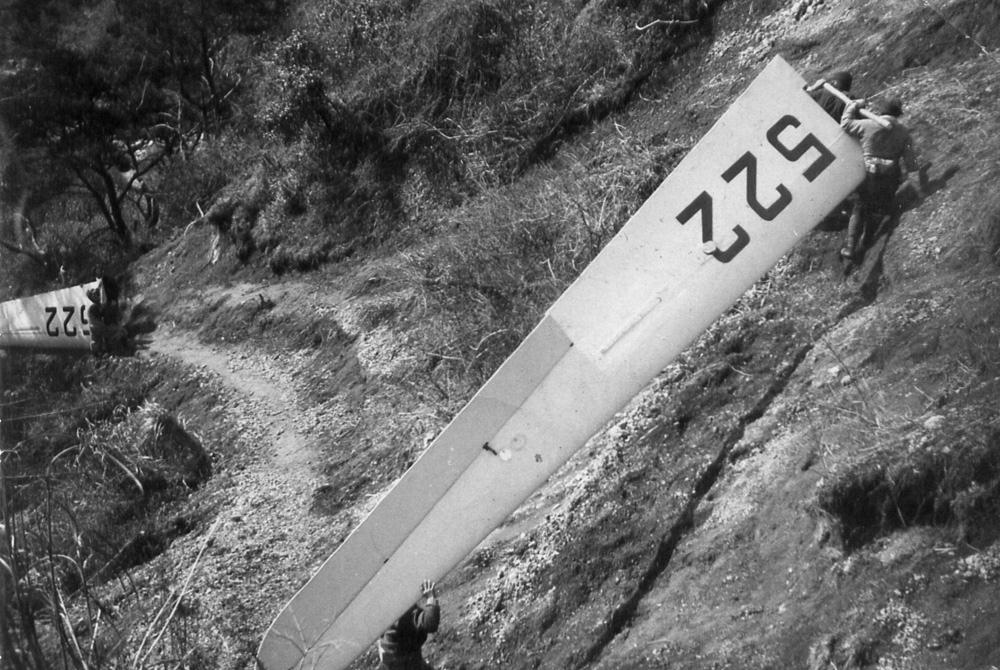
六甲山山頂に美津濃製A-1522マイゼを運ぶ
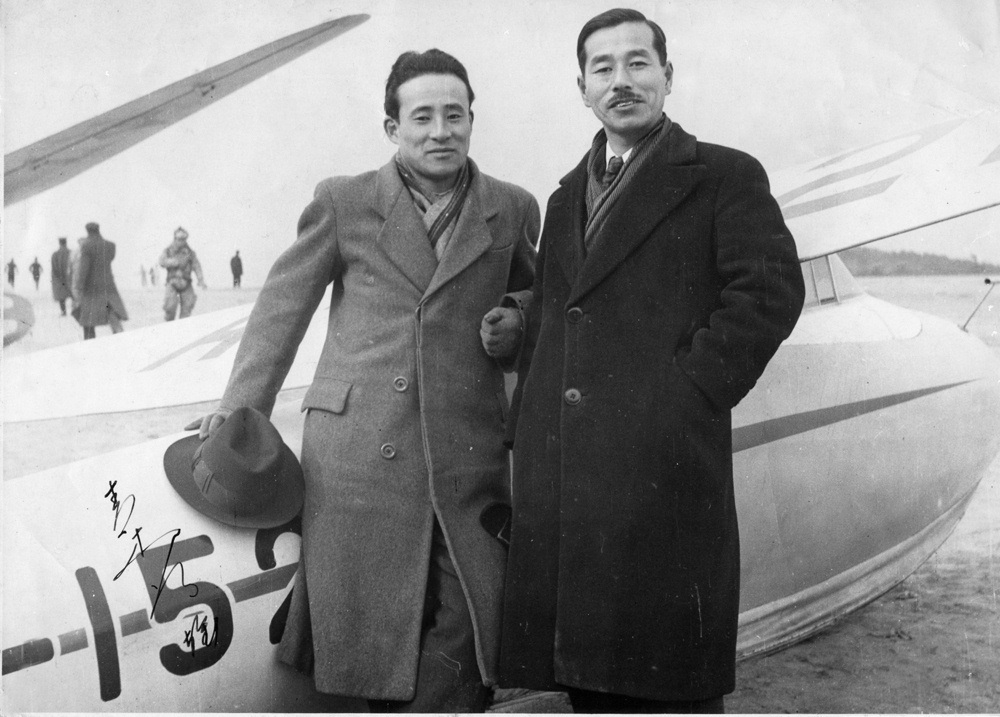
島本敬一が出会ったときの美津濃マイゼ号A-1522

### 前田航研において
島本真は14歳（1938年）から美津濃グライダー製作所に入社し、滑空機の製造や滑空機操縦訓練に励んでいたが。1941年になり美津濃を円満退社後に、前田航研の傘下、系列となった乾滑空機工業 (株) からの派遣実習生として、乾社長実弟乾五三朗、乾社長夫人の実弟中村忠夫、ら3名で、当時、福岡の六本松にあった前田航研作業場で、近所の民家に合宿生活をしながら技術習得に携わる事となった。前田航研では、ク-1型軍用滑空機（後の二式小型輸送滑空機）が作られていた。1941年9月1日、島本真は、陸軍大刀洗飛行場で、ク-1型軍用滑空機の初めての試験飛行が行われるのを目撃した。その時真は、前田航研の社員として、機体の組み立てを行い、テスト飛行に技術的にも貢献した。テスト機はク-1グライダーで、操縦は田中丸治広滑空士だった。初飛行は九五式一型練習機による飛行機曳行で行われ、昇降舵の接続間違いのトラブルがあったが、修理後順調にテストを続け一週間のテストの後、陸軍への領収の運びとなった。島本真の証言ではク-1は多座の大型グライダーで座席数は6座であった。
前田航研は、佐藤博九州帝国大学工学部教授の指導、監修に加え優れた滑空機設計を得て、日本の滑空機メーカーとして日本のトップクラスの存在だった。1941年2月に、前田航研が社をあげて支援して滑空機滞空日本新記録を樹立した河辺忠夫に出会う機会は多くあったが、河辺滑空士が滑空機滞空日本記録を達成した時はまだ美津濃所属であり数ヶ月の差で、河辺の記録挑戦に参加することは出来なかった。この後、作業中の手の負傷により、前田航研を退社して帰阪する。

前田航研で実習中に関わった滑空機
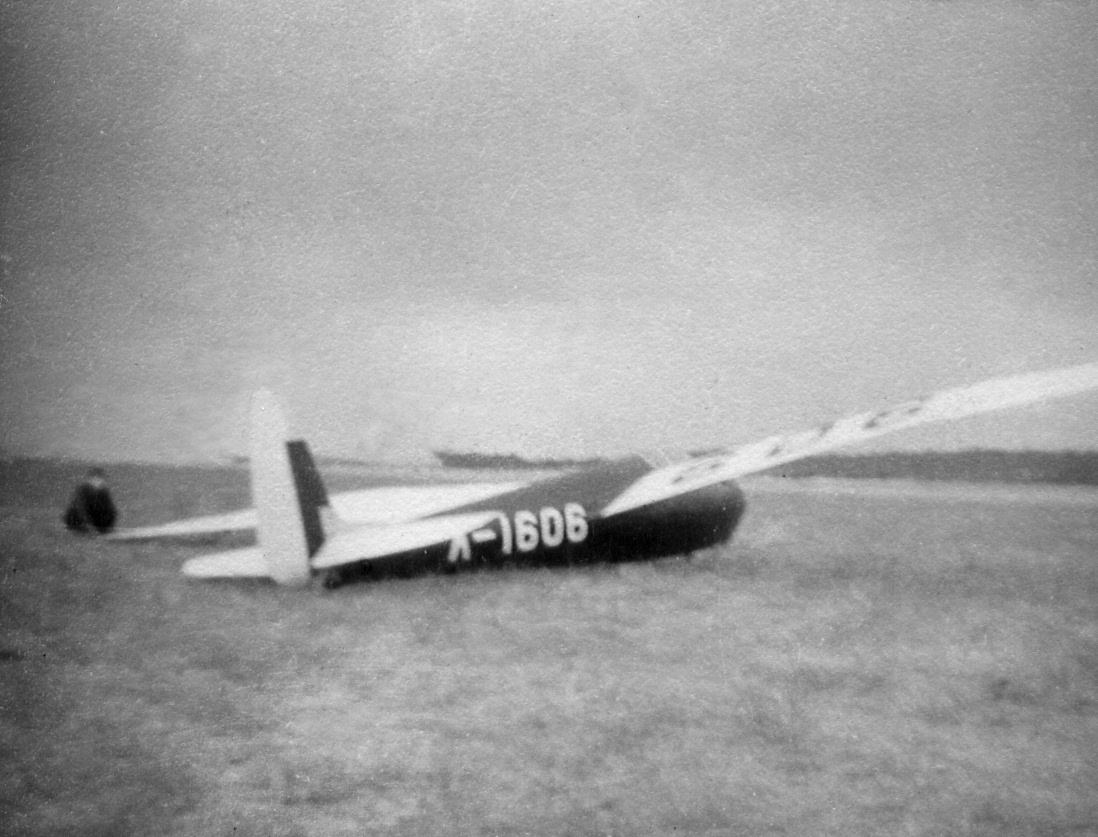
前田式703型ガル翼、河辺忠夫の日本記録達成機の翼端を支える真
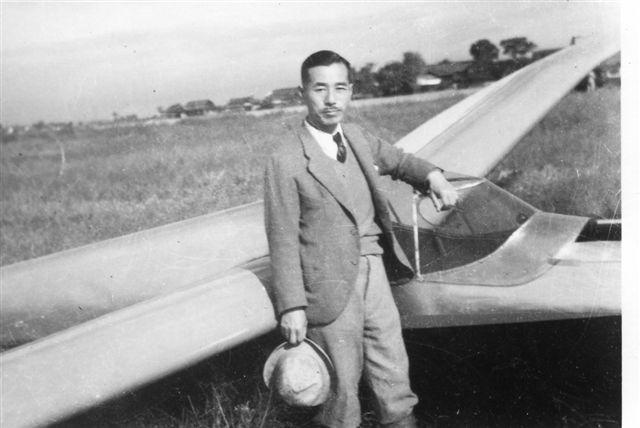
前田式703型A-1605満州航空へ送り出しの機体前で記念撮影の島本敬一
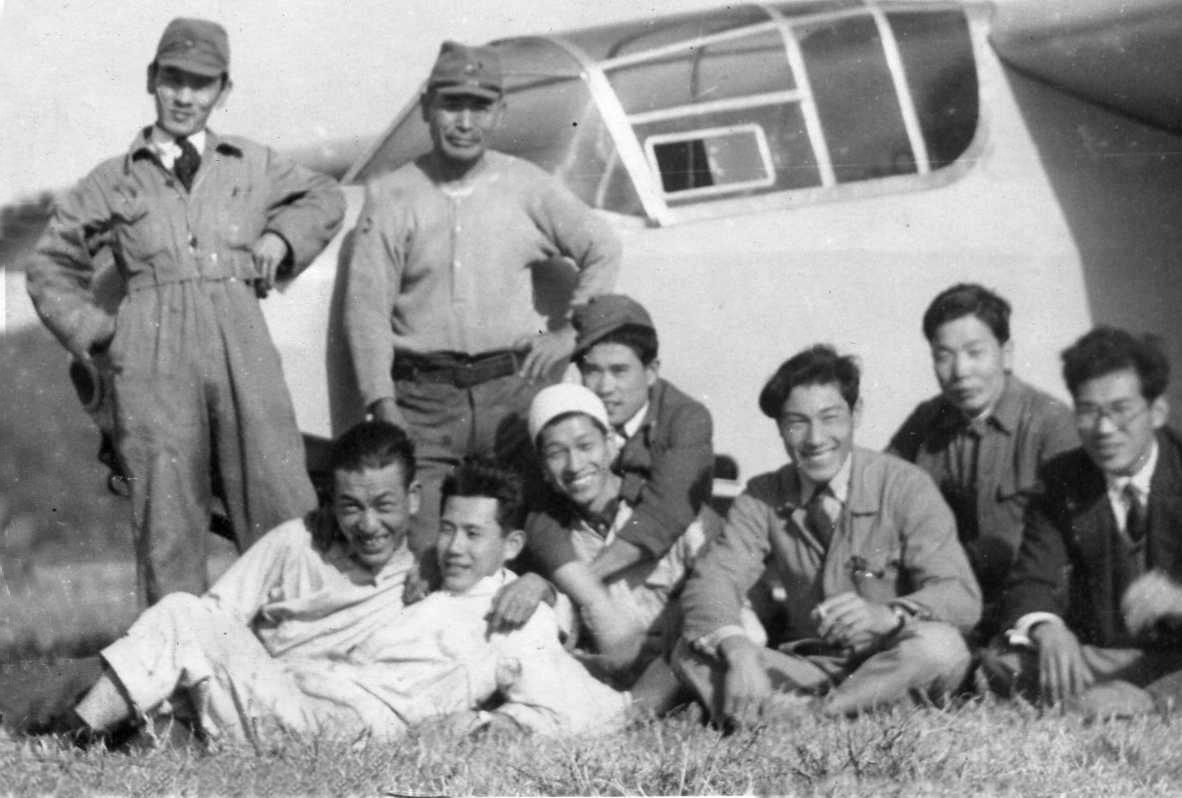
真が初飛行機の組み立てに参加した軍用大型滑空機「ク-1」

### 毎日新聞航空部
1941年、大阪毎日新聞航空部に籍を置くこととなり、ここで名実共に日本一の滑空士志鶴忠夫と出会うことになる。年は若いが有能な島本の素質を見抜き、志鶴は島本を可愛がって助手として身近に置いた。1941年5月18日、生駒山山頂付近に長さ400m、幅120mの滑走場が完成した。
当時は、この滑空場から発航して滑空し盾津の飛行場着陸するのが一般的で、着陸した機体は生駒山のケーブルカーが営業を終えたあと、分解された機体をケーブルカーの軌道を利用して運び上げるという困難で辛い作業だった、おまけに時間が掛かりすぎていた。当時のグライダーは滞空時間を延ばすためには、冬の限られた時間と気圧配置に左右されていた。ベストシーズンに何とか発航回数を増やしたい志鶴は、奥の手を考え島本に指示し実行した。
その計画は、盾津飛行場に降りてきた機体をそのまま飛行機曳行で発航、空中列車状態で生駒山上空で切り離し、生駒山滑空場に着陸させようとの計画であった。一見良い計画のようで島本真も、滑空機で飛びたい一心で計画は実行されたが、生駒山上空の気流は不安定で、簡単に生駒滑空場に着陸する事は出来なかった。全く命がけの飛行で、島本真は何とか生駒山滑空場に着陸することが出来たがこの1回のみで、そののち飛行機曳行での滑空機搬送は行われなかった。
又、志鶴忠夫は、自動車によるグライダーの曳航発航において日本最初の滑空士であった。1935年（昭和10年）6月6日、志鶴忠夫搭乗の九大阿蘇号により機首に直径3mm、長さ200mのワイヤーロープを用い自動車に連結、凧あげの要領で高度70 - 80m上昇したところで曳索から離脱し自由滑空の後に着陸した。これが日本帆走飛行連盟が盾津陸軍飛行学場で行った日本初の自動車曳行による滑空機発航の成功となった。
同年6月18日日本帆走飛行連盟は大毎航空部員、松下弁二飛行士搭乗の一三式陸上練習機（国粋義勇飛行隊、第23号機）と志鶴忠夫搭乗の阿蘇号を直径3mm、長さ150mのワイヤーロープで連結し午後3時29分盾津飛行場を離陸空中列車状態で250mの高度を保ち大阪方面へと飛行、城東練兵場から天守閣の南を横切り北浜、道頓堀の上空を通過再び盾津飛行場に帰り上空で曳航索を切り離し阿蘇号は3時55分着陸した。飛行時間、26分でこれも又志鶴忠夫滑空士が達成した日本初の飛行機によるグライダーの発航、空中列車状態での曳航飛行であった。

### 中華民国滑空士指導者講習会（南京、上海、蘇州）
島本真の備忘メモによると

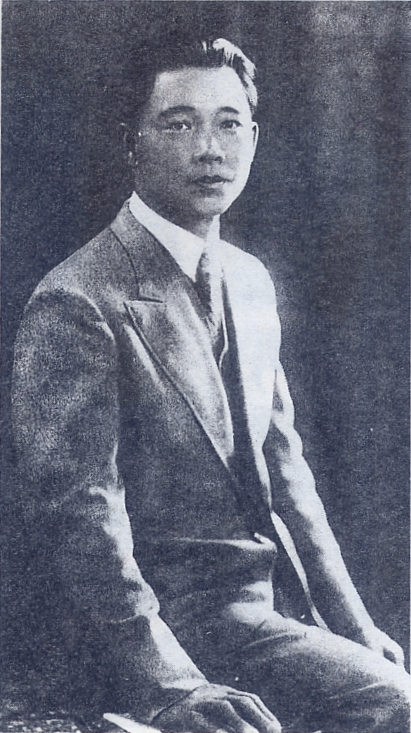
中華民国国民政府主席汪兆銘

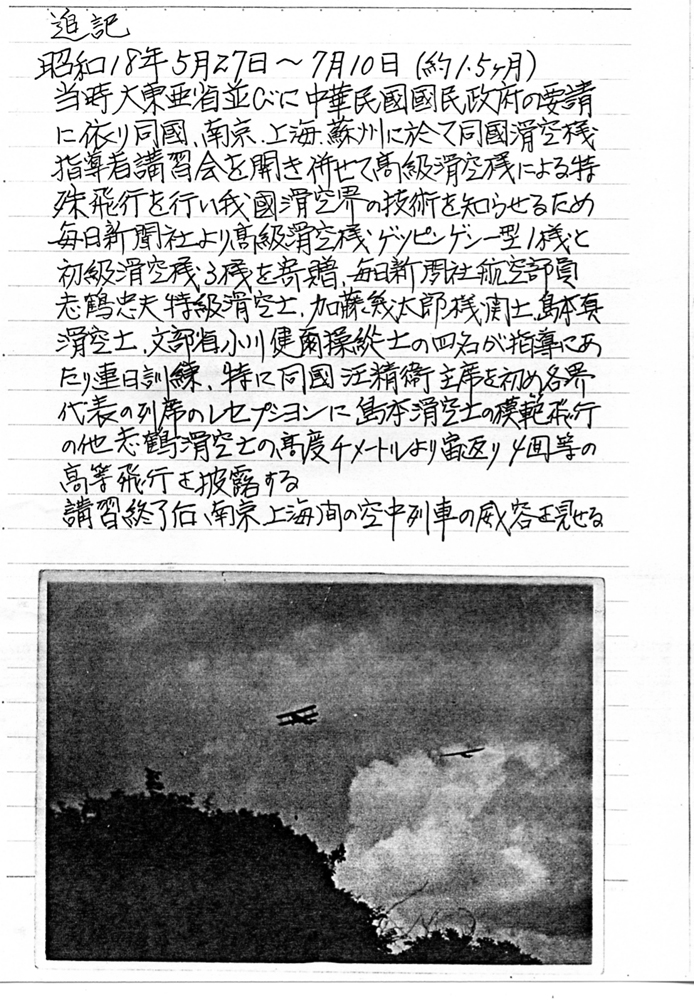
中華民国国民政府より要請の滑空士指導者講習会のメモと空中列車写真

志鶴忠夫1級滑空士に対して中華民国国民政府国家主席（行政院長）汪精衛（汪兆銘）より感謝状が贈られたときに補佐役の指導者であった島本真2級滑空士にも同じく感謝状が国家主席より贈られた。
この時期は、5月14日にはアッツ島にアメリカ軍が上陸し、30日にはアッツ島玉砕などの悪い情報があったが、まだ航空部隊の上げる戦果は大本営の発表を見る限り大きく伝えられていた。法政大学留学と、日本留学の経験もあり親日家の汪精衛（汪兆銘）行政院長は、大東亜共栄圏の一翼を担っていた。王は1935年11月1日、暗殺者の銃撃を受け3発の銃弾を受けた。弾は急所を外れたが内1発の弾が取り出せず、この古傷がもとで1944年11月10日に名古屋帝国大学医学部付属病院で客死した。

中華民国国民政府主席汪兆銘要請で行われた滑空機指導者講習会
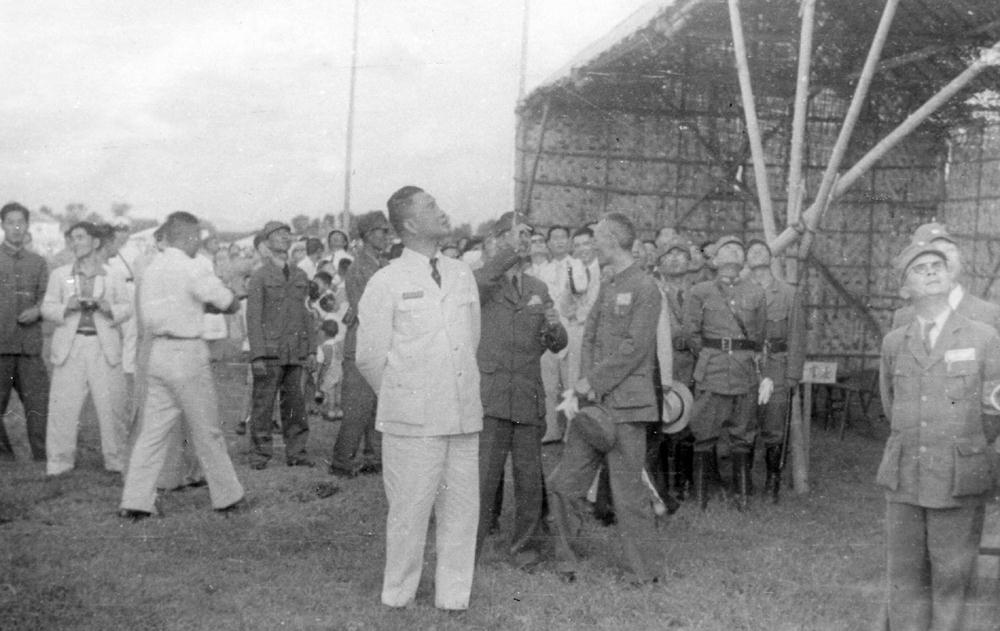
汪兆銘国家主席が滑空士指導者講習会会場に視察に来られた
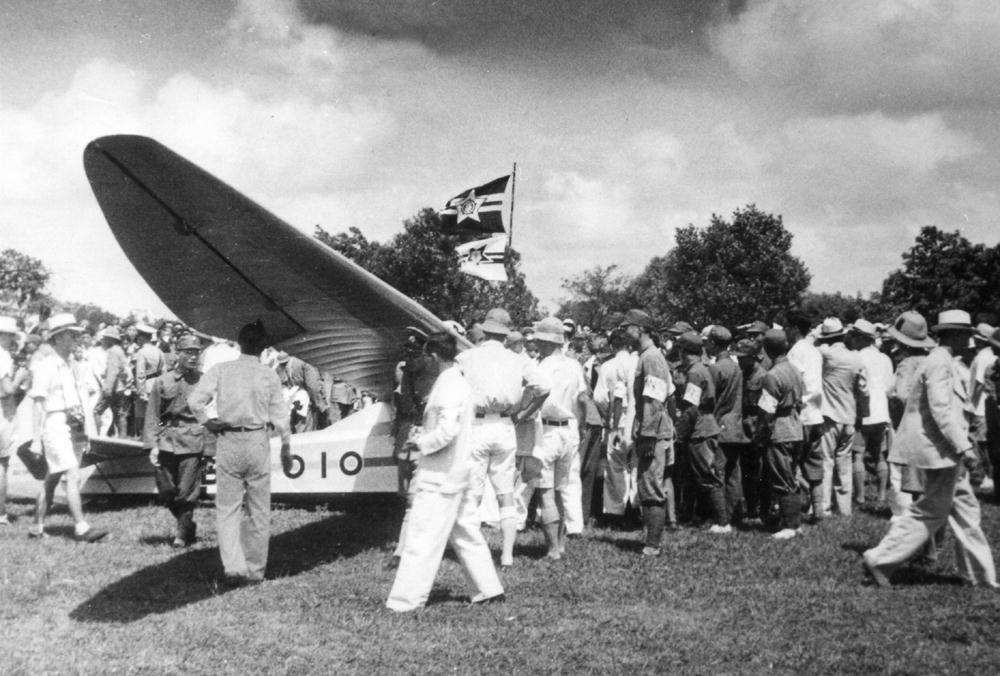
協賛の毎日新聞が中華民国政府に提供した、ゲッピンゲン1型高級ソアラー
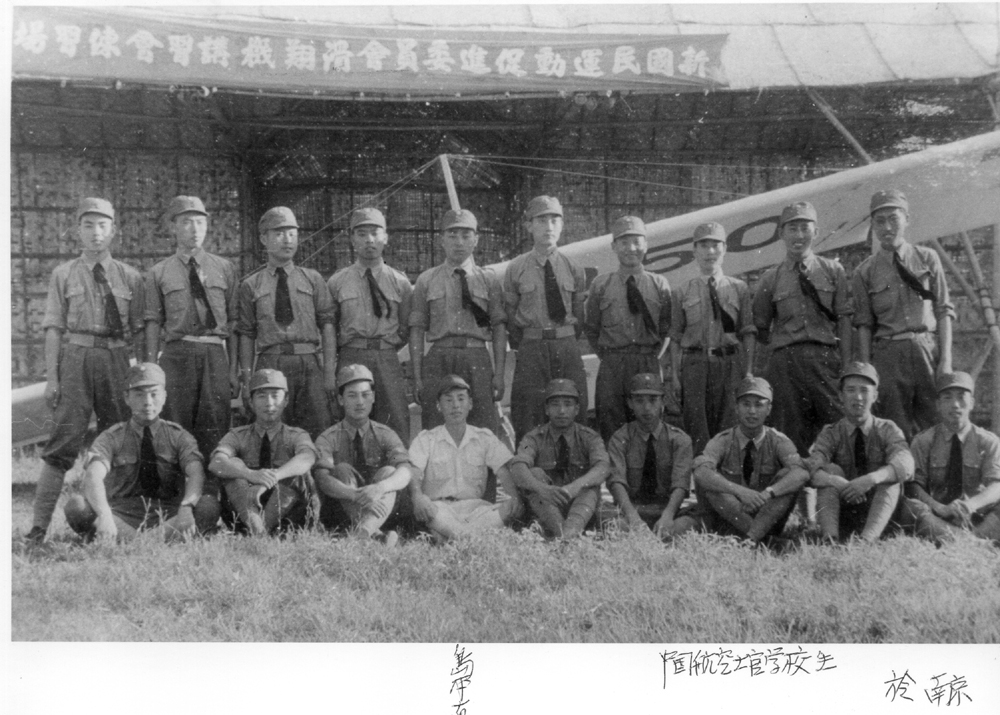
中華民国航空士官学校生への滑空士指導者講習会（中央島本）
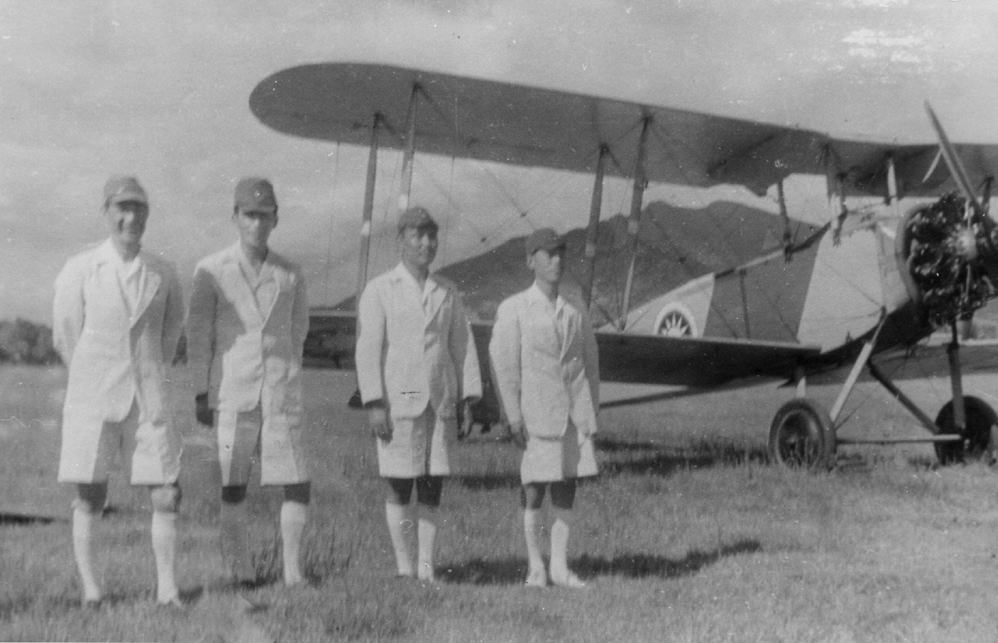
滑空機曳行飛行機横に整列する日本よりの派遣指導者（右機体側端島本）
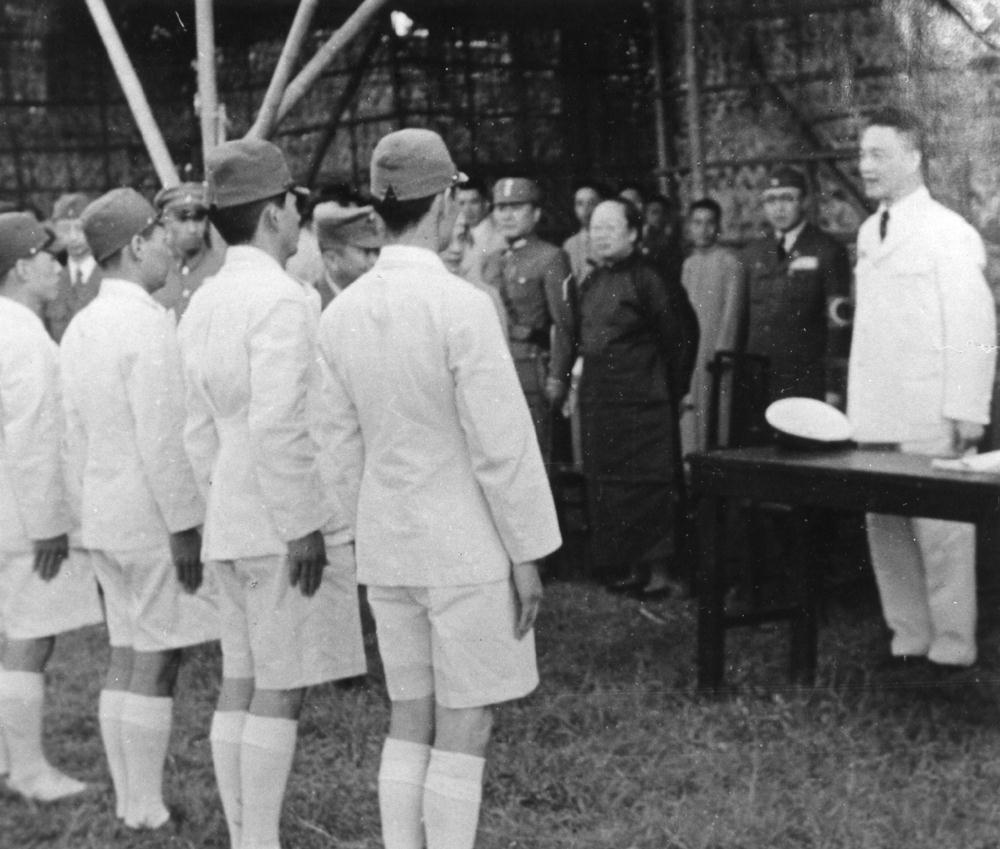
日本よりの滑空指導者を紹介され挨拶を受ける汪兆銘国家主席陳璧君婦人も同席
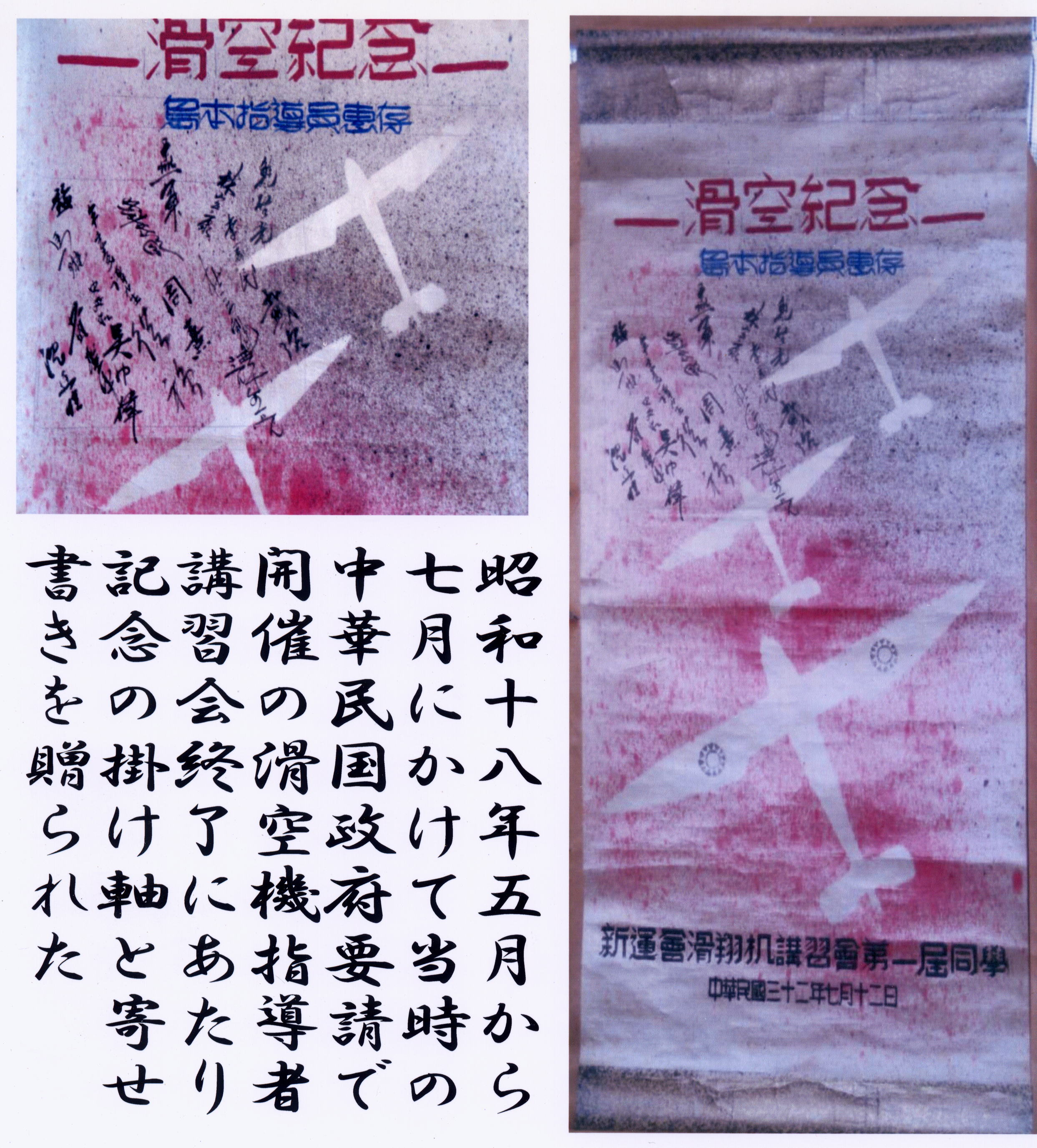
中華民国での滑空機指導者講習会の無事終了に際して掛け軸と寄せ書きを贈られた

### 『ニッポン』号、のち改名『明星』
1939年8月26日羽田空港を飛び立った毎日新聞社有航空機「ニッポン」は、世界一周に成功（航程52,886㎞、所要時間194時間）した。大阪毎日新聞社航空部長大原武夫を親善団長に、機長中尾純利、副操縦士吉田重雄、機関士・通信士八百川長作、通信士下川一、技術員佐伯弘、通信士佐藤信貞、以上七名の乗り組みで日本人初の二大洋無着陸横断となる。「ニッポン」が世界一周飛行中、ヨーロッパで第二次大戦の戦端が開かれ、2年後には日米の開戦と続く。『ニッポン』という機体名は、全国の公募で決まり、同時に、『世界一周大飛行の歌』がレコードになり流行した。
ニッポン号は本庄季郎設計で、三菱内燃機在職時に、海軍の依頼で偵察機として設計された。完成機は、航続距離や安定性など高い性能を示し、九六式陸上攻撃機として採用された。同時に軍用装備のない輸送機として作られたのがニッポン号で、後に明星と名前を変えた。世界一周した当時の銀色の機体は、戦時下のため塗り替えられている。
1941年後半から毎日新聞航空部に在籍していた島本真は、『ニッポン』が『明星』と名を変えた毎日新聞社有機に乗組員として搭乗した。その後島本は1944年、応召により軍務に付いた。

島本真、毎日新聞「ニッポン」改め「明星」乗り組みのとき
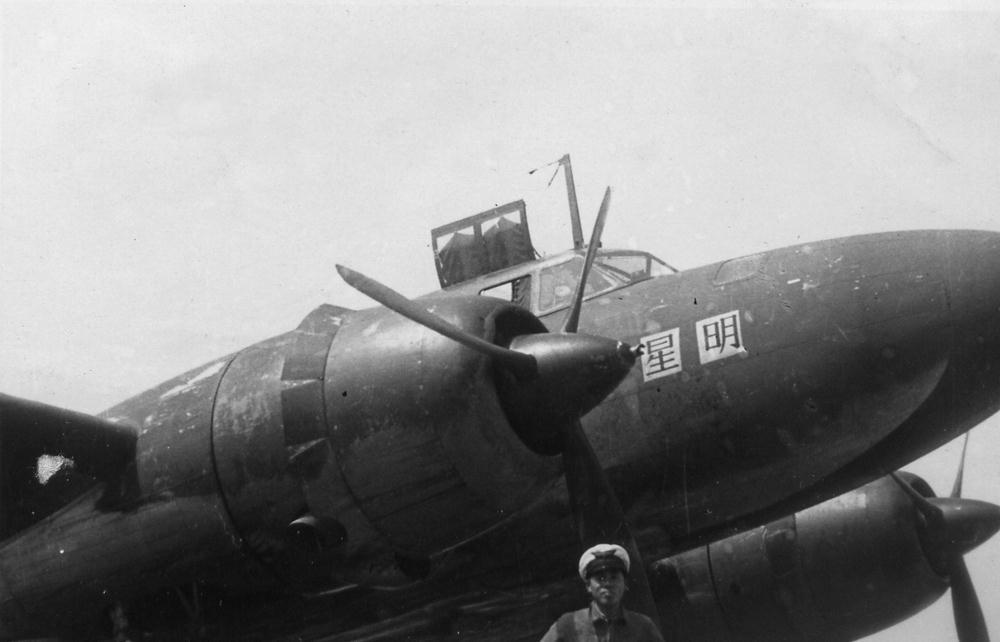
世界1周のニッポン号の前で
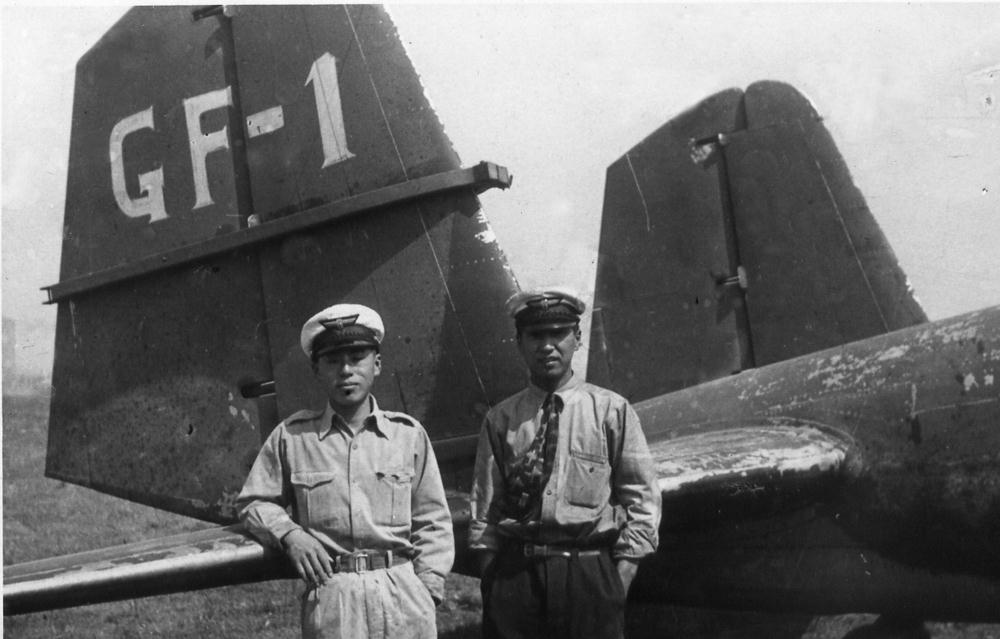
銀色だったニッポン号が戦時下の影響なのか塗り替えられている
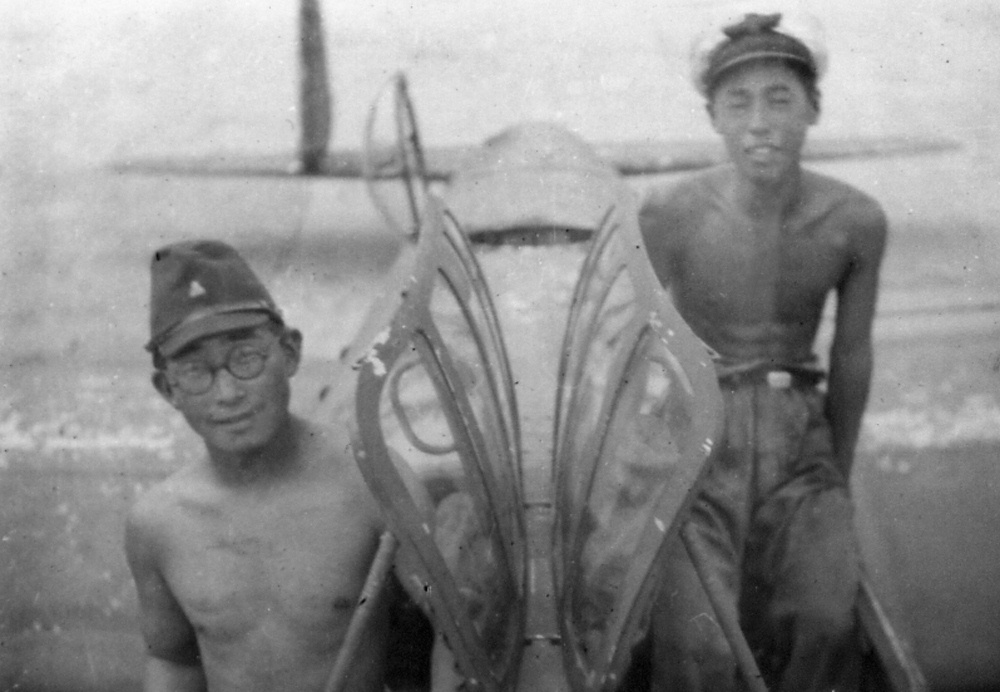
天蓋を開いた珍しい写真（右島本）

### 北支派遣軍の軍務
1944年になり、島本真は現役兵として北支派遣軍第百三拾三師団付きの野戦倉庫勤務となり、慣れない軍馬調教など都会暮らしの真には辛い毎日が続いた、真は軍務の間にも常にグライダーのことが頭から離れなかった。当時国内において空挺部隊が編成されたことを知り、内地において前田航研工業在社時、日本最初の六人乗り大型滑空機一号機の製作に従事し、福岡の大刀洗陸軍飛行場で、爆撃機の曳行による試験飛行に参加した経験を生かしたいと、中隊本部に航空隊転属を志願し、申請書と共に二級滑空士の免許証を添えて部隊に申請したが、各地に移動転戦ののち、終戦を迎える事となり免許証は、行方不明のまま手元に戻ることは無かった。

### 国際グライダー選手権大会
第二次世界大戦後、国際航空連盟 (FAI) は国際グライダー選手権大会を2年おきに開催し、その参加資格を次のように決めた。
国際滑空記章保持者でその要件は
- 銀章（滞空5時間、距離50km、獲得高度1,000m）
- 金賞（滞空5時間、距離300km、獲得高度3,000m）
- ダイヤモンド賞（滑空距離500km、目的地到達距離300km、獲得高度5,000m）
  - それぞれ1項目達成毎に金賞の回りにダイヤモンドを付け加える

国際グライダー選手権大会は、滑空機界のオリンピックとも言える大会で、グライダーの父とも称される、故九州大学名誉教授佐藤博が戦後滑空界の復興を願い、国際グライダー選手権大会参加を強く願ったが、資金難と共にこの国際滑空記章保持者が、日本にはいなかったため、出場参加出来なかった。
戦後第5回目となる1956年のフランス・サンヤン大会にやっと、小田勇滑空士が銀章の国際滑空記章を日本人として初めて取得して大会に参加、機体整備士として葉啓聡技師が派遣された。
島本真は、1989年（平成元年）6月30日、東京の航空ビル内滑空協会を表敬訪問の折、滑空協会雲井、桜井の両者の面談の上、長年の滑空界における功績により、この国際滑空記章金賞を名誉受賞した。

### 戦後の滑空界との関わり
島本真は、父・敬一が二宮忠八の飛行機会の評議員として助勢していた経緯もあったが、空を飛ぶ飛行機であるがゆえに、墜落事故の絶滅は永遠のテーマであり、航空界の発展を願い進める立場の者が忘れてはならない課題であるとの考えを父親と共に共有し、二宮忠八が自費で航空機事故による犠牲者の慰霊のため、自ら神主となり建立された京都府八幡市の飛行神社に『泉州航空神社　奉賛会会員』として毎年必ず参拝し、航空機の安全、航空事故被災犠牲者の慰霊を続けていた。この参拝にはもう一つの意味があり、父・敬一が、二宮忠八翁が描いた直筆『からす型機発明』の掛け軸を、京都府八幡市の飛行神社で二宮忠八翁未亡人より拝受した。その掛け軸は息子真に引き継がれ、爾来航空神社への参拝を欠かさなくなった。
この二宮忠八翁直筆の掛け軸『からす型機発明』の図は、島本真より泉州航空神社へと奉納されたが、公開されることなく大切に宮司本宅の書棚に保管されている。